# Lulesia
Lulesia Kluting, T.J. Baroni & Bergemann – rodzaj grzybów z rodziny dzwonkówkowatych (Entolomaceae).

## Systematyka i nazewnictwo
Pozycja w klasyfikacji według Index Fungorum:
Incertae sedis, Agaricales, Agaricomycetidae, Agaricomycetes, Agaricomycotina, Basidiomycota, Fungi.
Takson utworzył Rolf Singer w 1970 roku. Synonimy:
- Clitocella Kluting, T.J. Baroni & Bergemann 2013
- Clitocella Kluting, T.J. Baroni & Bergemann 2014

Gatunki występujące w Polsce:
- Lulesia fallax (Quél.) T.J. Baroni, N. Niveiro & B.E. Lechner 2023 – tzw. rumieniak białawy[3], lejkorumieniak białawy[4]
- Lulesia obscura (Pilát) T.J. Baroni, B.E. Lechner & N. Niveiro 2023 – tzw. rumieniak białobrzegi, lejkorumieniak białobrzegi[4]
- Lulesia popinalis (Fr.) T.J. Baroni, B.E. Lechner & N. Niveiro 2023 – tzw. rumieniak żółtobrązowy[3], lejkorumieniak żółtobrązowy[4]

Wykaz gatunków i nazwy naukowe na podstawie Index Fungorum. Nazwy polskie według W. Wojewody. Podał je dla rodzaju Rhodocybe, są więc niespójne z aktualną nazwą naukową. Również zarekomendowane w 2025 roku przez Komisję ds. Polskiego Nazewnictwa Grzybów Polskiego Towarzystwa Mykologicznego nazwy polskie są niespójne z nazwami naukowymi, komisja zarekomendowała je bowiem dla rodzaju Clitocella.